# NGC 4678-1
NGC 4678-1 este o galaxie situată în constelația Fecioara. A fost descoperită în  de către .